# Arrencada d'emergència

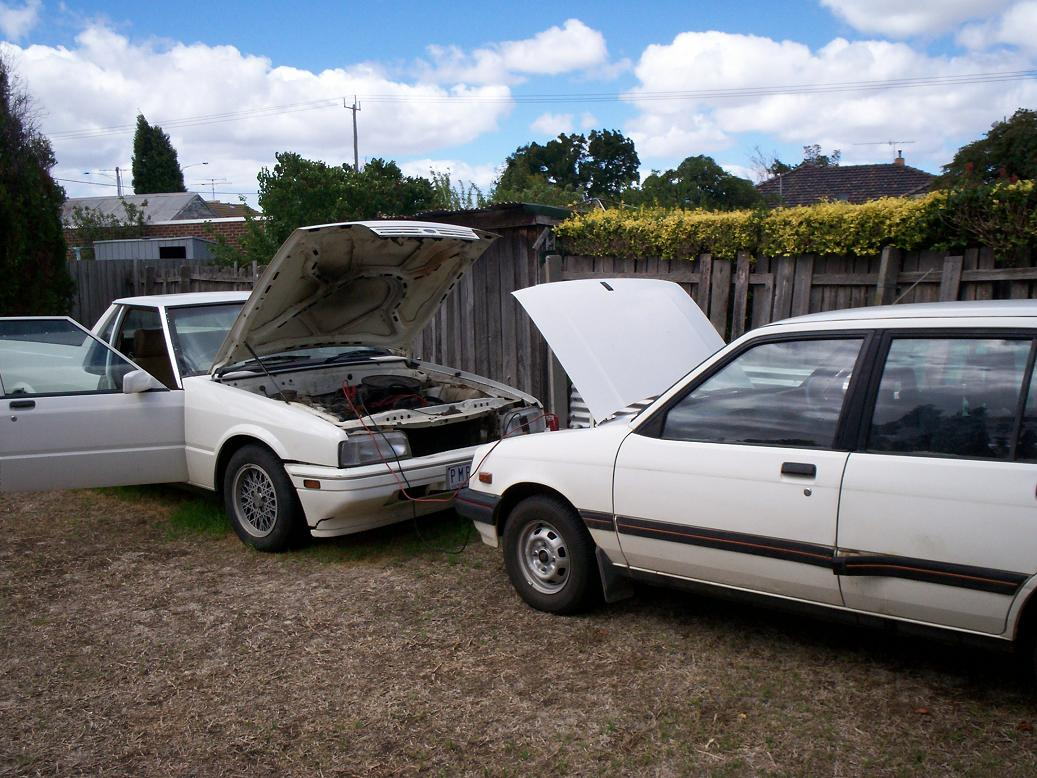
Efectuant una arrencada amb cables.

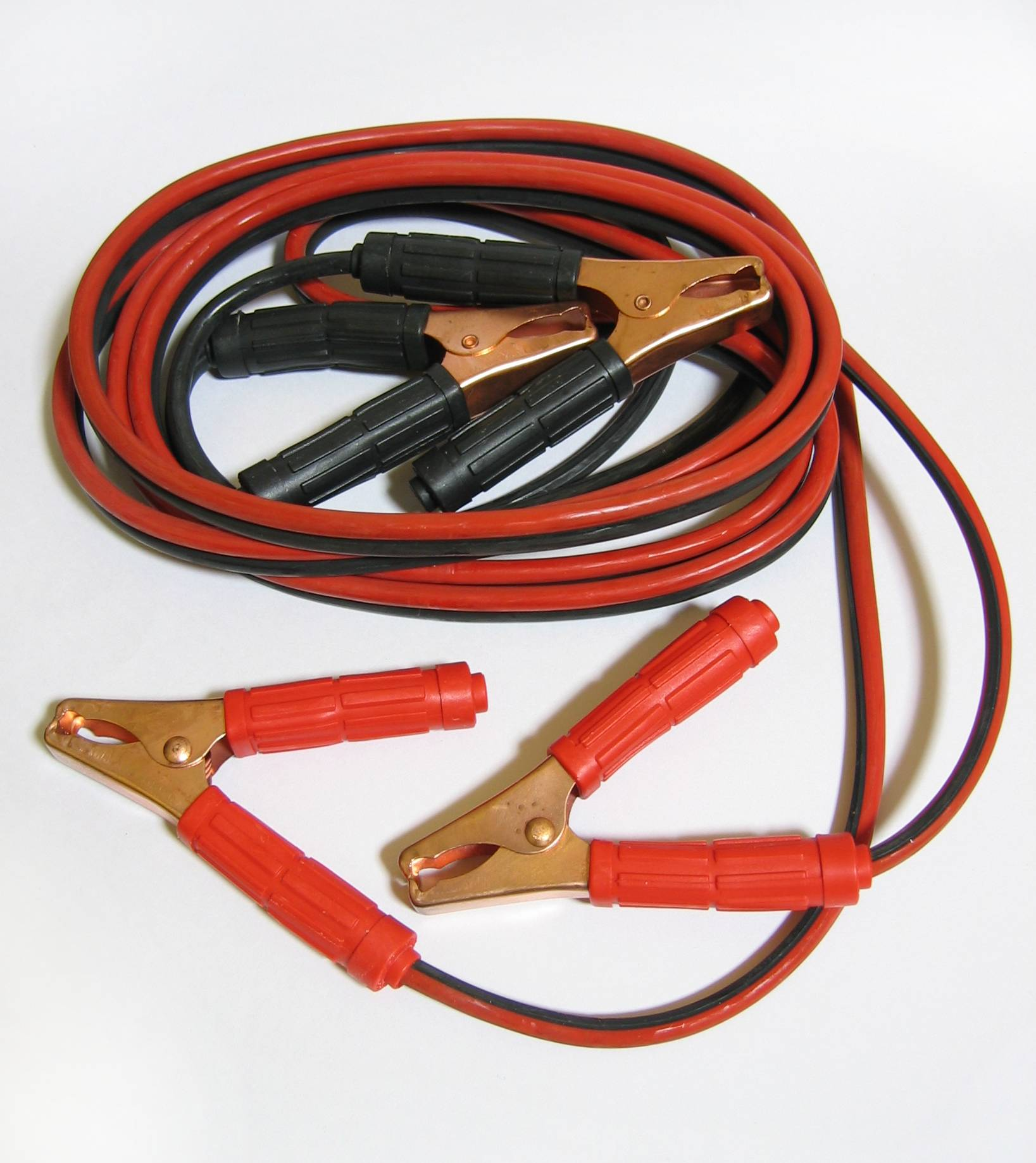
Cables d'arrencada.

Una arrencada d'emergència o arrencada amb pinces és un mètode d'arrencar un automòbil o un altre vehicle equipat amb un motor de combustió interna quan la bateria es troba descarregada. Una segona bateria, que pot estar muntada en un altre vehicle (o no), entra en acció sent connectada temporalment per proporcionar suficient energia d'arrencada al vehicle incapacitat. Una vegada que el motor del vehicle incapacitat està funcionant, la bateria emprada com emergència, pot ser desconnectada, A partir de llavors, l'alternador o altre generador elèctric, funcionant correctament, hauria de recarregar la bateria gastada, si es deixa en marxa temps suficient (el millor es anar a fer una volta)
La majoria d'automòbils fan ús d'una bateria que subministra un voltatge de 12 volts, capaç de fer girar un motor d'arrencada que posa en moviment el motor de combustió interna. Quan el motor està en funcionament, el corrent elèctric del seu alternador restableix la càrrega en la bateria deixant-a a punt per a la següent arrencada. Quan la bateria es troba plenament descarregada, com per exemple quan es deixen els fars encesos amb el motor apagat durant un temps, el motor d'arrencada no podrà girar per arrencar el motor del cotxe i caldrà un ajut d'emergència.

## Cables d'arrencada

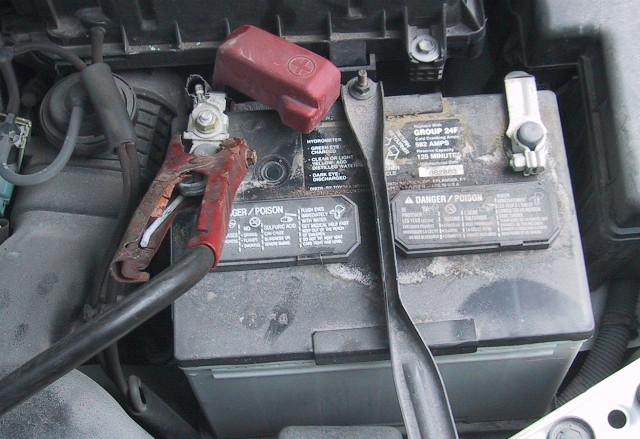
Cable d'arrencada connectada al born positiu.

Molts automobilistes transporten en el seu vehicle uns cables d'arrencada, que consisteixen en un parell de cables de gran secció i aïllats elèctricament amb pinces de cocodril en cada extrem. Els cables d'arrencada estan disponibles en diverses longituds. La secció dels conductors de coure varia des d'uns 5 mm² per a equips de baix rendiment fins als professionals de 45 mm². Les pinces de cocodril solen estar distingides per colors, i protegides per una capa aïllant de PVC per prevenir curtcircuits elèctrics. La majoria d'aquestes pinces se subjecten correctament en borns tant muntats en la part superior de la bateria com en els laterals.
Les pinces de millor qualitat es fabriquen de coure massís, sent les pitjors de materials com a acer cobert de coure. Els cables d'arrencada estan marcats amb terminals de color negre per als connectors negatius i vermell per als positius, representant les dues polaritats del sistema de corrent continu d'un automòbil. Intercanviar les polaritats causarà un curtcircuit, i per tant, un risc per a les persones i danys a un o tots dos automòbils, possiblement incloent fusibles elèctrics i circuits integrats fosos. Els manuals d'instruccions recomanen connectar primer el cable negatiu, negre, i desconnectar-ho el primer, atès que d'una altra forma la bateria pot ser curtcircuitada per l'eina usada per afluixar els terminals. Connectar el cable positiu, ull, mentre que el negre ja està connectat pot provocar una espurna que faci explotar la bateria.

## Limitacions
Una bateria de plom-àcid, en cas de sobrecàrrega, pot produir gas hidrogen inflamable per l'electròlisi de l'aigua que es crea en el seu interior. El procediment per arrencar un cotxe amb pinces se sol trobar en el manual del propietari del vehicle. La seqüència recomanada de les connexions està pensada per reduir les probabilitats de curtcircuitar accidentalment la bateria carregada o de fer explotar el gas hidrogen que l'envolta. Els manuals del propietari de cada vehicle mostren els llocs preferits per a la connexió dels cables, ja que per exemple, alguns tenen la bateria emplaçada sota un seient o poden tenir incorporat un terminal especialment dissenyat per a tal efecte en el compartiment del motor.
Els usuaris poden sortir seriosament danyats per l'explosió d'una bateria. Segons un estudi realitzat en 1994 als Estats Units d'Amèrica per la National Highway Traffic Safety Association va estimar que unes 442 persones van resultar ferides per bateries que van explotar mentre intentaven realitzar una arrencada amb pinces.
El corrent subministrat pel vehicle de suport pot arribar a carregar una mica la bateria gastada. Fan falta uns quants minuts perquè es traspassi l'energia necessària per permetre l'arrencada del motor. Si les connexions estan ben fetes i els cables tenen una bona secció, El vehicle de suport també subministrarà part de l'energia necessària per fer girar al motor d'arrencada. En un cas extrem, és possible fer arrencar un vehicle sense bateria si els cables utilitzats tenen la suficient secció. El corrent que es necessita per fer tal cosa és suficientment intens com per danyar uns cables de baixa qualitat per sobre-escalfament; la resistència elèctrica d'un cable prim és més gran que la d'un cable gruixut, i la resistència dissipa l'energia elèctrica en forma de calor.
Si la bateria descarregada té un nivell d'electròlit massa baix, la carcassa malmesa, o està congelada, una arrencada amb pinces no la retornarà al seu funcionament correcte. Una arrencada amb pinces només és efectiva en el cas precís de "bateria descarregada", i no resoldrà problemes com la falta de combustible o altres problemes mecànics. Fins i tot després d'una arrencada reeixida pot ser que el vehicle no sigui capaç de funcionar correctament, si el motiu de que la bateria estigui descarregada és que el sistema de recàrrega no funciona correctament. La descàrrega total de la bateria d'un cotxe pot tenir amplis efectes nocius, que poden variar des d'una trivial pèrdua de les emissores pre-sintonitzades a la ràdio fins a una significativa pèrdua de seguretat o de paràmetres de control del motor.

## Motocicletes
Moltes motocicletes antigues (i cotxes) tenen sistemes de 6 volts i no poden ser arrencats amb seguretat amb pinces des d'un vehicle modern, però altres dissenys més recents amb sistemes de 12 volts poden ser arrencats amb l'ajuda d'un cotxe o un camió també a 12 V. A diferència del procés d'arrencada d'un cotxe, quan s'arrenca una moto d'aquesta manera, el cotxe que proveeixi la força elèctrica ha de tenir el motor parat per evitar la sobrecàrrega en els sistemes elèctrics de la motocicleta com cremar els fusibles o danyar el sistema electrònic. A part d'això, les bateries per als automòbils solen donar suficient potència per arrencar una motocicleta sense l'ajuda de l'alternador. L'alternativa es troba en intentar arrencar la motocicleta a força d'empènyer-la.

## Alternatives a les pinces d'arrencada

### Potenciador de bateries
Una bateria portàtil, equipada amb cables i el seu respectiu carregador, poden ser emprats de manera semblant a la bateria instal·lada en un altre vehicle. Aquests aparells, a més a més, poden estar equipats amb un detector de polaritat de la bateria gastada; que entra en funcionament abans de fer el pont amb dita bateria per ajudar a arrencar el vehicle, eliminant el risc dels danys que puguin sorgir en invertir la polaritat.

### Carregador de bateries
Una bateria pot ser recarregada sense desmuntar-la del vehicle. Els motoristes i els tallers de vegades disposen d'un carregador de bateries portàtil que es connecta a la xarxa elèctrica, encara que en una situació d'emergència en la carretera, el més normal és que no hi hagi una presa de corrent a l'abast. sinó un arrencador d'alta intensitat capaç d'introduir suficient càrrega a la bateria per arrencar al cap d'uns minuts. També existeixen uns altres carregadors de petita grandària amb la finalitat de simplement mantenir la càrrega en un vehicle estacionat. Els carregadors poden ser estrictament manuals, o poden incloure controls per variar el voltatge i els temps de càrrega. Alguns carregadors estan equipats amb una configuració que ofereix una potència extra capaç de subministrar suficient energia al vehicle per arrencar el motor. Els carregadors que apliquin un voltatge excessiu, com ara 16V a una bateria taxada a 12 volts, provocaran una alta emissió de gas hidrogen des de la bateria i podria danyar-la., 

### Presa d'encenedor
Una alternativa per carregar una bateria descarregada en lloc del carregador de bateries (ja que no pot substituir les pinces d'arrencada per la seva minsa intensitat) consisteix en interconnectar les sortides de 12 volts de les preses d'encenedor de dos vehicles. Si bé és cert que això elimina les possibilitats de realitzar interconnexions errònies i la generació d'arcs elèctrics prop dels terminals de la bateria, la quantitat de corrent disponible a través d'una connexió així és petita. Aquest mètode funciona fent recarregar lentament la bateria gastada, no podent oferir el corrent necessari per realitzar l'arrencada. No s'ha d'intentar arrencar el motor atès que el consum del motor d'arrencada faria fondre el fusible de la presa d'encenedor. Molts vehicles desconnecten aquest terminal en llevar el contacte, fent aquesta tècnica inútil tret que la clau estigui girada per permetre funcionar als accessoris o en posició perquè es connecti la presa a la bateria.

### Arrencada empenyent
Un vehicle amb una transmissió manual es pot arrencar empenyent-lo. Això requereix precaució mentre s'empeny el vehicle i pot requerir l'assistència de diverses persones. Si la bateria del vehicle no pot proporcionar alimentació al sistema d'encesa, l'embranzida obtinguda serà ineficaç. La majoria dels vehicles amb transmissió automàtica no es poden arrencar d'aquesta manera, ja que el convertidor de parell hidràulic en la transmissió no permetrà que el motor sigui accionat per les rodes (algunes transmissions automàtiques molt antigues, per exemple, la transmissió Powerglide de dues velocitats de General Motors, no deixa un connexió sòlida entre el motor i les rodes, i el vehicles equipats amb tals transmissions es poden arrencar amb una embranzida). Hi ha futures possibilitats inclouen pinces de fre de sistemes de frenat regeneratiu per abraçar un salt d'inici quan sigui necessari.

## Problema del voltatge
Quan els cotxes no tenien equipaments electrònics, especialment en els climes freds, algunes arrencades d'emergència es feien amb dues bateries connectades en sèrie per proporcionar 24 volts a un motor d'arrencada de 12 volts. Però avui dia, aquesta sobretensió pot causar danys greus i costosos als sistemes electrònics dels automòbils moderns i mai s'ha d'utilitzar.
Els vehicles pesants com a camions grans, equips d'excavació, o vehicles amb motors dièsel empren sistemes elèctrics de 24 volts. Aquests no poden ser activats des d'un vehicle de motor de 12 volts i tampoc no han de ser utilitzats per arrencar un vehicle de motor de 12 volts. Hi ha cotxes antics que poden tenir sistemes elèctrics de 6 volts, o d'altres (amb normativa anglesa antiga) que porten connectat el terminal positiu de la bateria al xassís. Els mètodes destinats a arrencar, vehicles amb massa al negatiu de 12 volts - no es poden utilitzar en tals casos, de forma directa, llevat que es tingui en compte la polaritat.
Vehicles de passatgers amb sistemes elèctrics de 42 volts no és possible per emprar-los per a "reforçar " d'altres vehicles, seria necessària una assistència professional per evitar greus danys al vehicle i possibles lesions personals (vegeu grua). Els vehicles híbrids poden tenir un petit sistema de bateria de 12 volts inadequats per a l'aprovisionament del gran quantitat de corrent requerit per impulsar un vehicle convencional. No obstant això, atès que el sistema de 12 volts d'un vehicle híbrid només s'empra per alimentar el sistema de control del vehicle, una petita bateria portàtil pot alimentar amb èxit un híbrid que ha descarregat accidentalment el seu sistema de 12 volts, encara que és probable que també s'hagi descarregat la bateria de propulsió principal. Tanmateix, els vehicles amb sistemes de tensió híbrids de vegades tenen sistemes per a compensar la disparitat de tensió (alguns vehicles porten un DC/DC converter de 12V/24V) .

## Vehicles militars

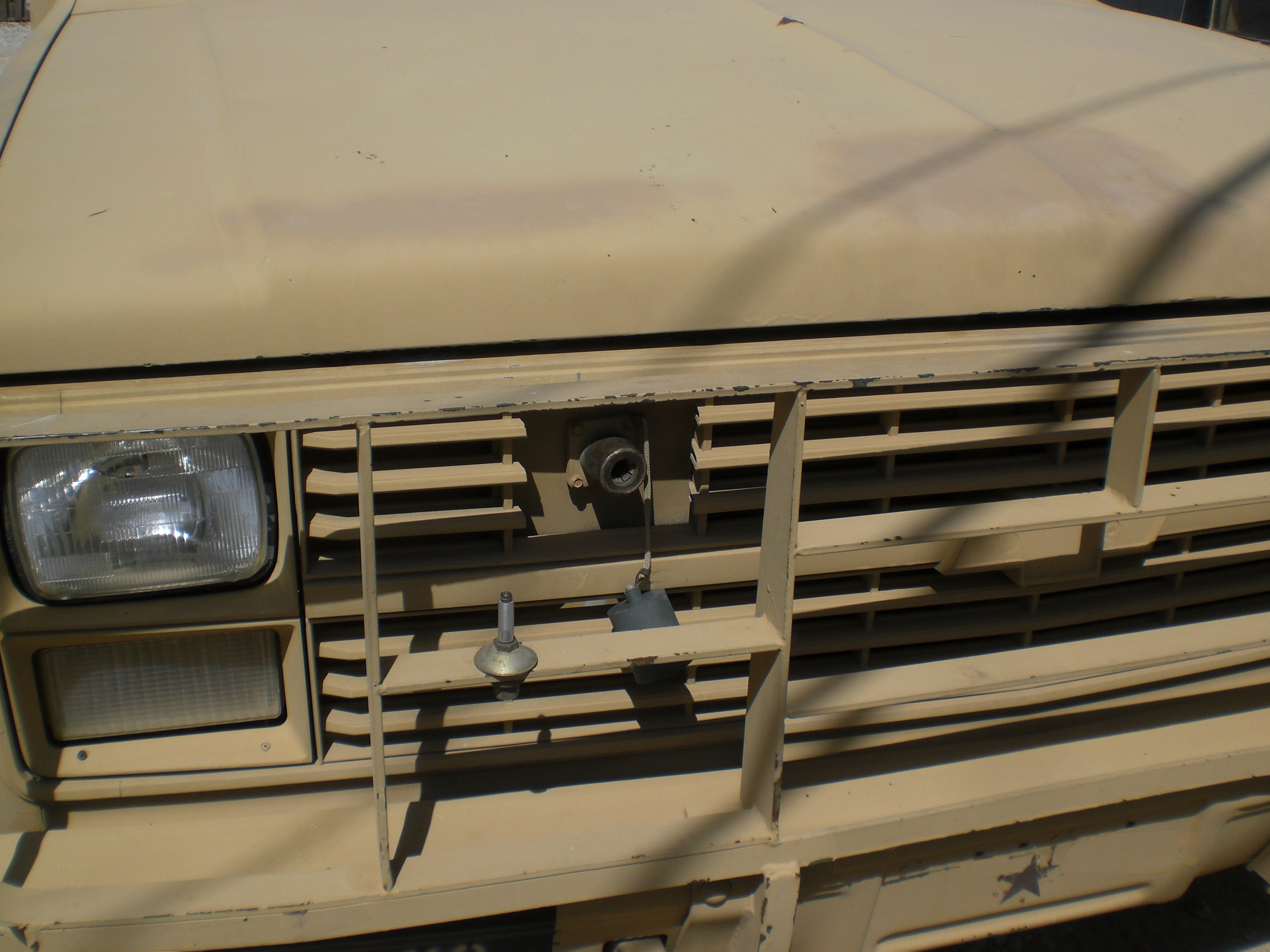
Receptacle esclau en un CUCV Chevrolet.

Conegut en l'argot militar com a "arrencada esclava", el procediment de l'arrencada amb pinces ha estat simplificat per a vehicles militars. Els vehicles tàctics usats pels exèrcits de l'OTAN posseeixen sistemes elèctrics que funcionen a 24 volts i, d'acord amb la STANAG 4074, tenen receptacles esclaus estandarditzats per a una connexió ràpida i fàcil. S'endolla un cable esclau en el receptacle dels dos vehicles, fent que el vehicle no operatiu pugui arrencar (amb el motor de l'altre vehicle funcionant).